# Арраял

Арраял на карте штата.

Арраял (порт. Arraial) — муниципалитет в Бразилии, входит в штат Пиауи. Составная часть мезорегиона Северо-центральная часть штата Пиауи. Входит в экономико-статистический микрорегион Медиу-Парнаиба-Пиауиенси. Население составляет 4688 человек на 2010 год. Занимает площадь 682,760 км². Плотность населения — 6,87 чел./км².

## Демография
Согласно сведениям, собранным в ходе переписи 2010 г. Национальным институтом географии и статистики (IBGE), население муниципалитета составляет:
| Полное население                               | Полное население                               | Полное население                               | Полное население                               | 4688  |
| ---------------------------------------------- | ---------------------------------------------- | ---------------------------------------------- | ---------------------------------------------- | ----- |
| в том числе:                                   | Городское население                            | 2433                                           | Процент городского населения, %                | 51,90 |
|                                                | Сельское население                             | 2255                                           | Процент сельского населения, %                 | 48,10 |
|                                                | Мужское население                              | 2316                                           | Процент мужского населения, %                  | 49,40 |
|                                                | Женское население                              | 2372                                           | Процент женского населения, %                  | 50,60 |
| Плотность населения, чел/км²                   | Плотность населения, чел/км²                   | Плотность населения, чел/км²                   | Плотность населения, чел/км²                   | 6,87  |
| Население муниципалитета в % к населению штата | Население муниципалитета в % к населению штата | Население муниципалитета в % к населению штата | Население муниципалитета в % к населению штата | 0,15  |

По данным оценки 2016 года, население муниципалитета составляет 4670 жителей.

## Статистика
- Валовой внутренний продукт на 2003 год составляет 6 341 412,00 реалов (данные: Бразильский институт географии и статистики).
- Валовой внутренний продукт на душу населения на 2003 год составляет 1323,06 реалов (данные: Бразильский институт географии и статистики).
- Индекс развития человеческого потенциала на 2000 год составляет 0,615 (данные: Программа развития ООН).